# Eligmoderma trifasciatum
Eligmoderma trifasciatum är en skalbaggsart som beskrevs av Aurivillius 1924. Eligmoderma trifasciatum ingår i släktet Eligmoderma och familjen långhorningar.
Artens utbredningsområde är Venezuela. Inga underarter finns listade i Catalogue of Life.